# Lorenz Nieberl
Lorenz Nieberl (n. 7 iunie 1919, Republica de la Weimar, Reich-ul German – d. 12 aprilie 1968) a fost un bober ce a reprezentat Germania, medaliat olimpic. A participat la 2 ediții ale Jocurilor Olimpice (1952, 1956) în care a câștigat două medalii de aur.